# Gerard van Honthorst
Gerrit (o Gerard) van Honthorst, noto anche come Gherardo delle Notti (Utrecht, 4 novembre 1592 – Utrecht, 27 aprile 1656), è stato un pittore olandese.
All'inizio della sua carriera visitò Roma, dove venne a conoscenza delle opere dei maestri italiani e da cui fu influenzato, specialmente da Caravaggio. È proprio da quest'ultimo che trasse ispirazione per la caratteristica illuminazione usata in parte dei suoi dipinti. Ritornato nei Paesi Bassi, divenne uno dei pittori di spicco del suo periodo, dipingendo sia quadri che ritratti. Morì ad Utrecht, dov'era nato, a 65 anni.

## Biografia

### Formazione e viaggio in Italia
Svolse la sua formazione inizialmente presso il padre, un pittore decorativo, per poi diventare allievo di Abraham Bloemaert. Concluso l'apprendistato, si recò a Roma, com'era consueto per chi aspirasse ad una formazione completa, e studiò i grandi maestri e l'arte antica. Non vi sono notizie certe relative all'anno del suo arrivo, probabilmente attorno al 1610. In ogni caso, il primo dato cronologico certo è il 1616, ma è da escludere che Honthorst giunga nella città in quell'anno, perché alla fine del secondo decennio è già un pittore formato e maturo. Non era il solo a provenire da Utrecht: nello stesso periodo visitarono Roma anche Dirck van Baburen, Hendrick ter Brugghen e Jan van Bijlert.
A Roma alloggiò presso il palazzo di Vincenzo Giustiniani, dove dipinse il Cristo dinanzi al sommo sacerdote (National Gallery di Londra). Il suo patrono romano aveva un'importante collezione di opere d'arte di vari artisti come Caravaggio, Bartolomeo Manfredi e i fratelli Carracci, e di cui Honthorst poté quindi fare conoscenza. Principalmente fu colpito da Caravaggio, al quale ispirò gran parte delle opere successive fino ad essere indicato come caravaggista. Si specializzò nella pittura a "lume di notte", con straordinari effetti, e meritò l'epiteto di Gherardo delle Notti.
Honthorst non ebbe come patrono il solo Giustiniani: il cardinale Scipione Borghese gli assicurò commissioni a San Silvestro a Monte Compatri e per Santa Maria della Vittoria in Roma. Lavorò inoltre anche per Cosimo II de' Medici, granduca di Toscana.

### Il ritorno ad Utrecht
Rientrato dall'Italia nel 1620 fondò ad Utrecht una scuola di pittura e nel 1623, anno del suo matrimonio, divenne capo della propria gilda, quella di San Luca. Divenne velocemente un pittore così di moda che sir Dudley Carleton, allora inviato inglese presso L'Aia e futuro Lord Dorchester, ne rimase colpito e raccomandò i suoi lavori anche al Conte di Arundel. Nel 1626 Honthorst ospitò una cena in onore di Rubens, e lo dipinse come l'uomo onesto cercato e trovato da Diogene.

### Sotto il patronato dei reali
Mentre era in esilio in Olanda, la regina ed elettrice palatina Elisabetta di Boemia, sorella del re d'Inghilterra Carlo I Stuart, assunse Honthorst come pittore e come insegnante di disegno per i figli. Attraverso di lei il fratello Carlo conobbe l'artista, che nel 1628 invitò a Londra. Lì dipinse vari ritratti ed una vasta allegoria (ora ad Hampton Court): in quest'ultima, Carlo e la sua regina nei panni di Apollo e Diana ricevono tra le nuvole il Duca di Buckingham nelle vesti di Mercurio e guardiano dei figli del Re di Boemia. Dipinse anche un ritratto di gruppo più intimo, I quattro figli maggiori del Re di Boemia (sempre ad Hampton Court), nel quale i due maggiori sono raffigurati come Diana ed Apollo.
Dopo il ritorno ad Utrecht, Honthorst mantenne il patronato del monarca inglese, dipingendo per lui nel 1631 un grande quadro raffigurante il Re e la Regina di Boemia assieme ai figli. Intorno allo stesso periodo dipinse anche illustrazioni dell'Odissea per Lord Dorchester, e alcuni episodi di storia danese per Cristiano IV di Danimarca. Dipinse anche un ritratto della figlia di Cristiano, la contessa Leonora Cristina, mentre quest'ultima si trovava in esilio all'Aia.

### Popolarità e influenza
La sua popolarità nei Paesi Bassi fu tale che aprì uno studio a Utrecht e un altro a L'Aia, dove dipinse ritratti dei membri della corte e insegnò disegno. Nelle sue botteghe, dove si producevano repliche dei suoi ritratti aristocratici, era impiegato un gran numero di discepoli ed assistenti: secondo Joachim von Sandrart, suo apprendista, durante la metà degli anni '20 del '600, Honthorst avrebbe avuto circa 24 studenti contemporaneamente, ognuno di loro pagante una retta di 100 guilders l'anno per la propria educazione.
Allievo alla sua scuola di pittura fu, tra gli altri, Matthias Stomer, che lavorò a lungo in Italia tra Roma, Napoli e la Sicilia.

### Il fratello Willem e l'erronea attribuzione delle sue opere
Anche suo fratello minore Willem van Honthorst (1594-1666) fu pittore di ritratti. Molte delle opere di Willem furono attribuite al fratello Gerrit a causa della somiglianza fra le loro due firme. Anche Willem fu un discepolo di Abraham Bloemaert, ma fu anche allievo di suo fratello maggiore. Nel 1646 Willem si recò a Berlino, dove divenne pittore di corte per conto di Luisa Enrichetta, moglie dell'elettore Federico Guglielmo I. Ritornò ad Utrecht nel 1664.

## Le opere
Honthorst fu prolifico. Le sue opere più suggestive sono quelle in cui coltiva lo stile caravaggesco, spesso scene di taverna con musicisti, giocatori d'azzardo e persone che mangiano. Fu molto abile nell'uso della tecnica del chiaroscuro, spesso dipingendo scene illuminate da una sola candela.
Ricordiamo alcuni ritratti notevoli: del Duca di Buckingham con la sua famiglia (Hampton Court), del Re e della Regina di Boemia (Hanover and Combe Abbey), di Maria de' Medici (Amsterdam Stadthuis), degli statolder con le loro mogli (Amsterdam e l'Aia), di Carlo Luigi e Rupert, i nipoti di Carlo I (Museo del Louvre, San Pietroburgo, Combe Abbey and Willin) e del barone Craven (National Portrait Gallery, Londra).
Il suo stile giovanile può essere apprezzato ad esempio nel Suonatore di liuto (1614), nel Martirio di San Giovanni in Santa Maria della Scala a Roma e nella Liberazione di Pietro del Museo di Berlino.
Un esemplare della sua opera Adorazione dei pastori, ospitata dalla Galleria degli Uffizi, nel 1993 è stato semi-distrutto nella Strage di via dei Georgofili.
- XVII secolo, Maddalena, dipinto documentato nella raccolta di Antonio Lucchesi-Palli della galleria di Palazzo Campofranco di Palermo.[10]
- 1618, pala d'altare Madonna in gloria con i santi Francesco e Bonaventura commissionata dalla nobildonna Flaminia Colonna per la Chiesa di San Bonaventura in Albano Laziale.[11][12]
- 1625, Ragazza sorridente che regge un'immagine oscena, Museo d'arte di Saint Louis.
- 1625, Mezzana, Museo centrale di Utrecht.
- 1655, Susanna e i vecchioni, Galleria Borghese.[13]
- Natività di Gesù (attribuita), sagrestia della Collegiata di Santa Maria Assunta, Filottrano[14]

## Galleria d'immagini

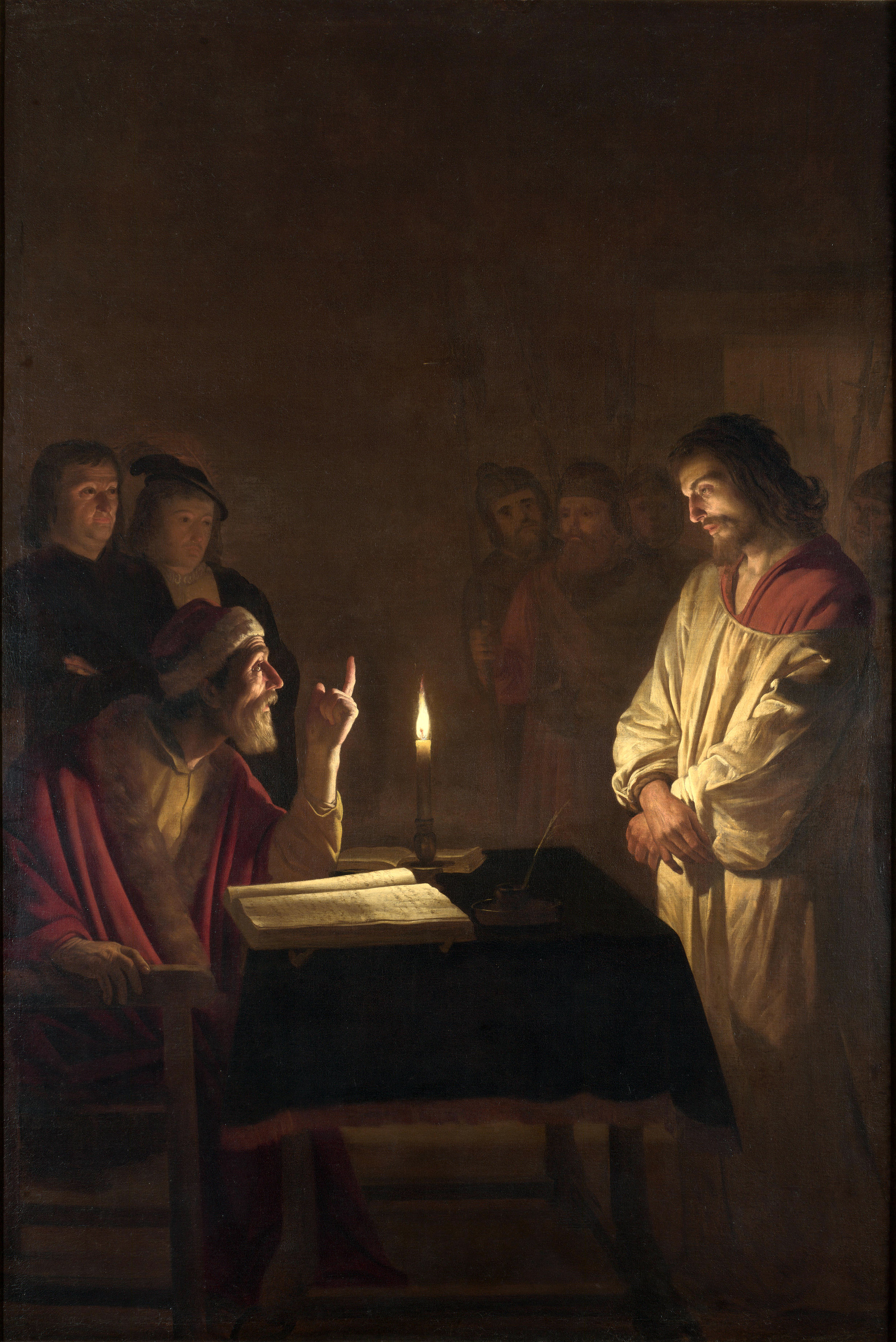
Cristo davanti a Caifa, 1617, Londra, National Gallery
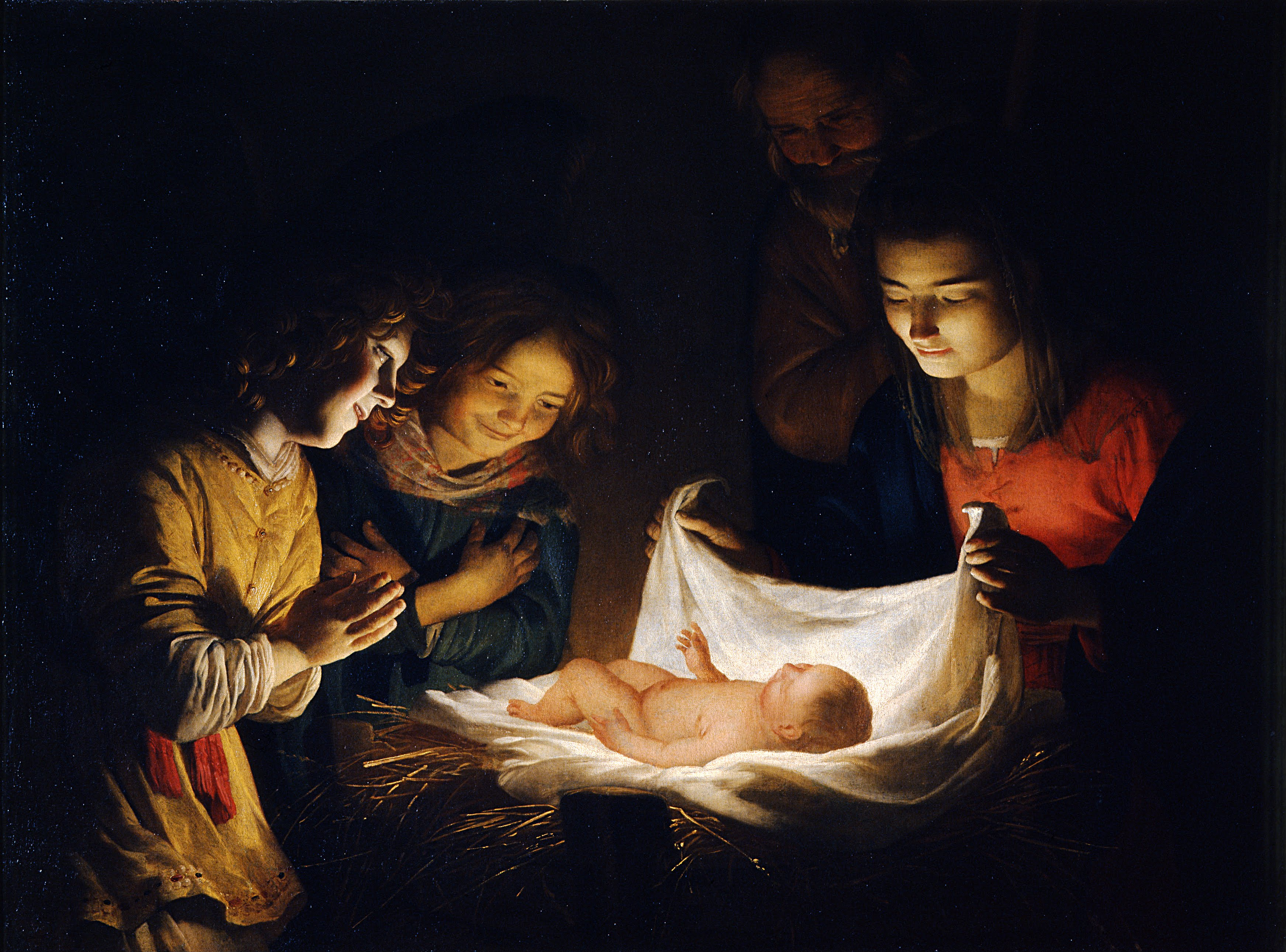
Adorazione del Bambino, 1619- 1620, Firenze, Galleria degli Uffizi
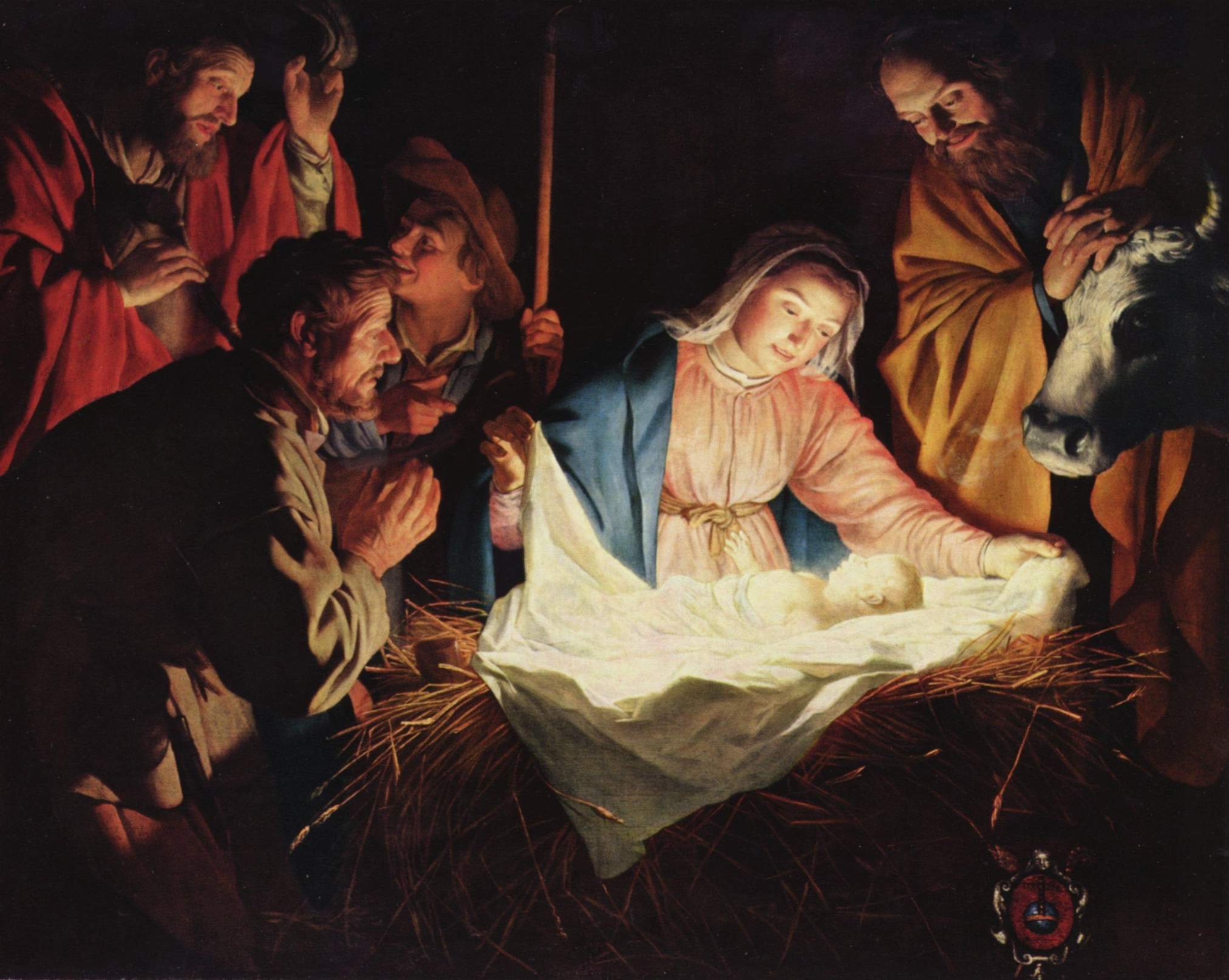
Adorazione dei pastori, 1622, Wallraf-Richartz Museum di Colonia
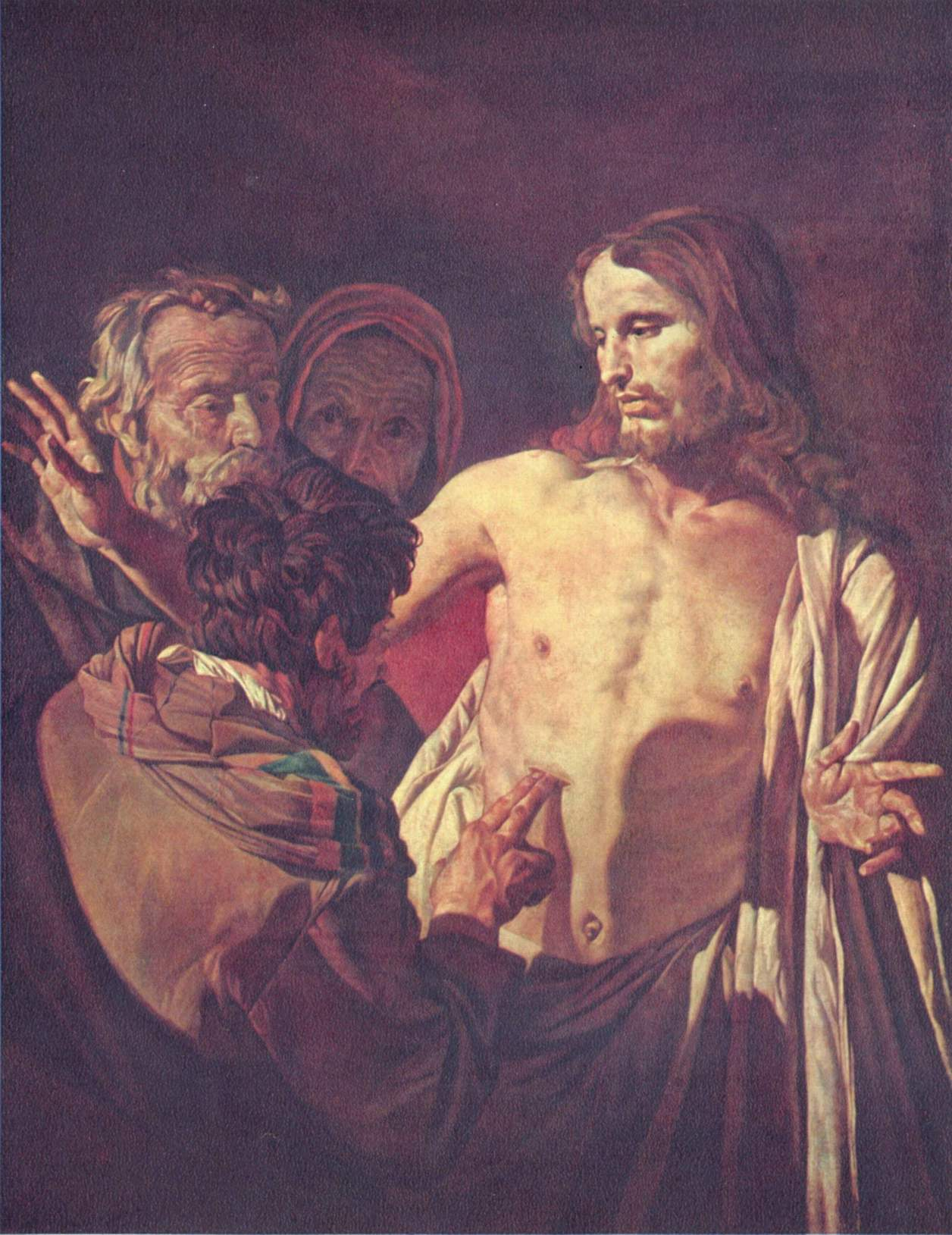
Dubbio di san Tommaso, Madrid, Museo del Prado
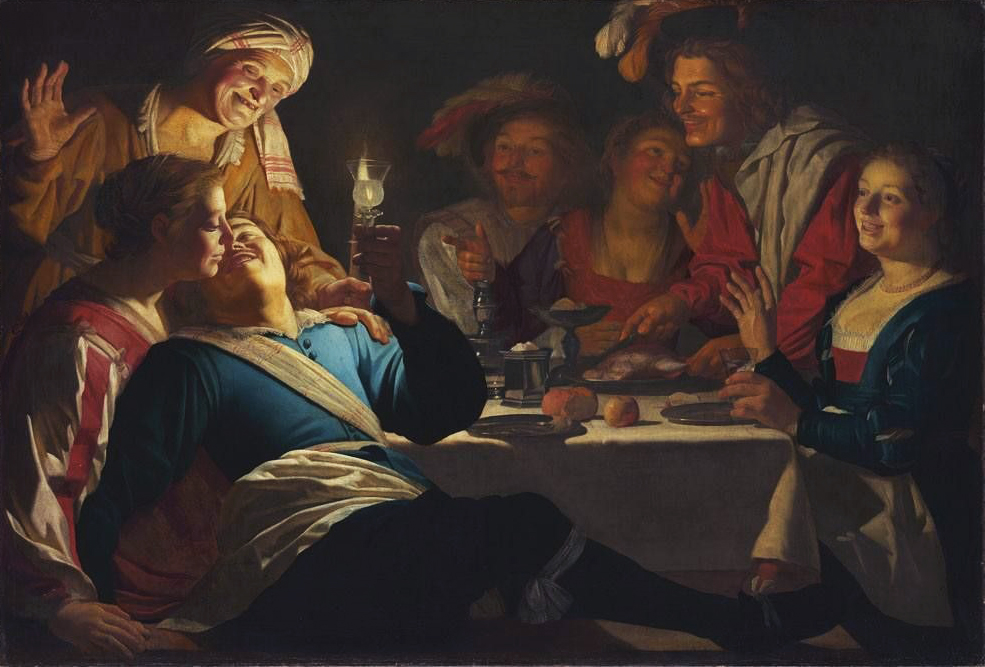
Figliol prodigo, Alte Pinakothek di Monaco
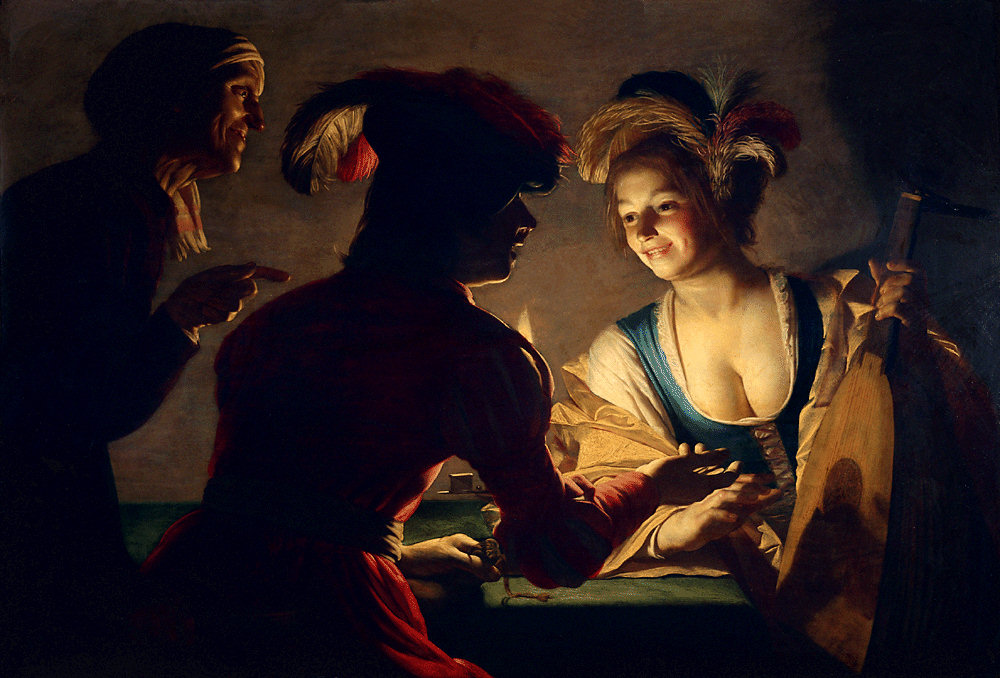
La sensale, Utrecht, Centraal Museum
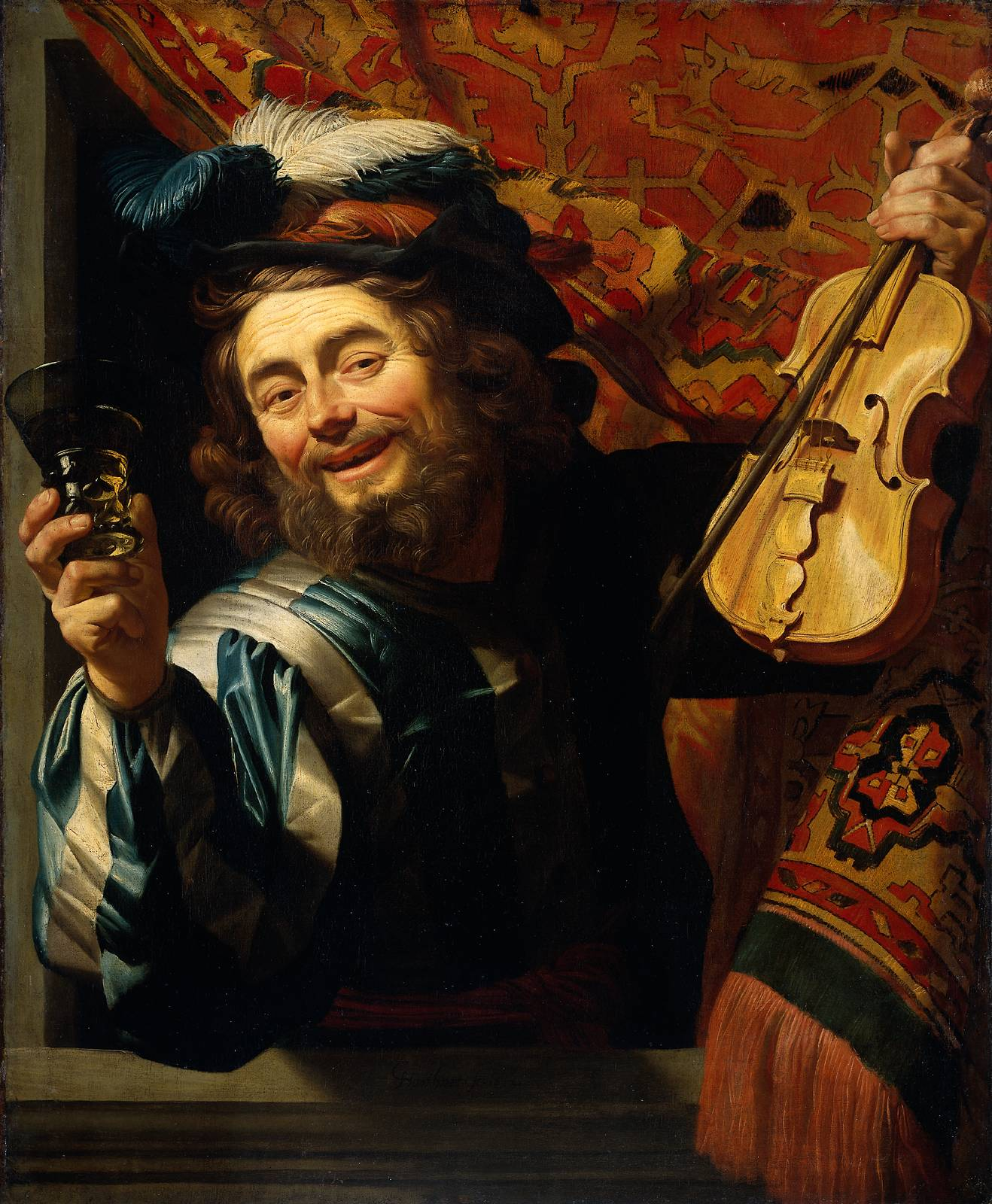
Allegro suonatore, Amsterdam, Rijksmuseum
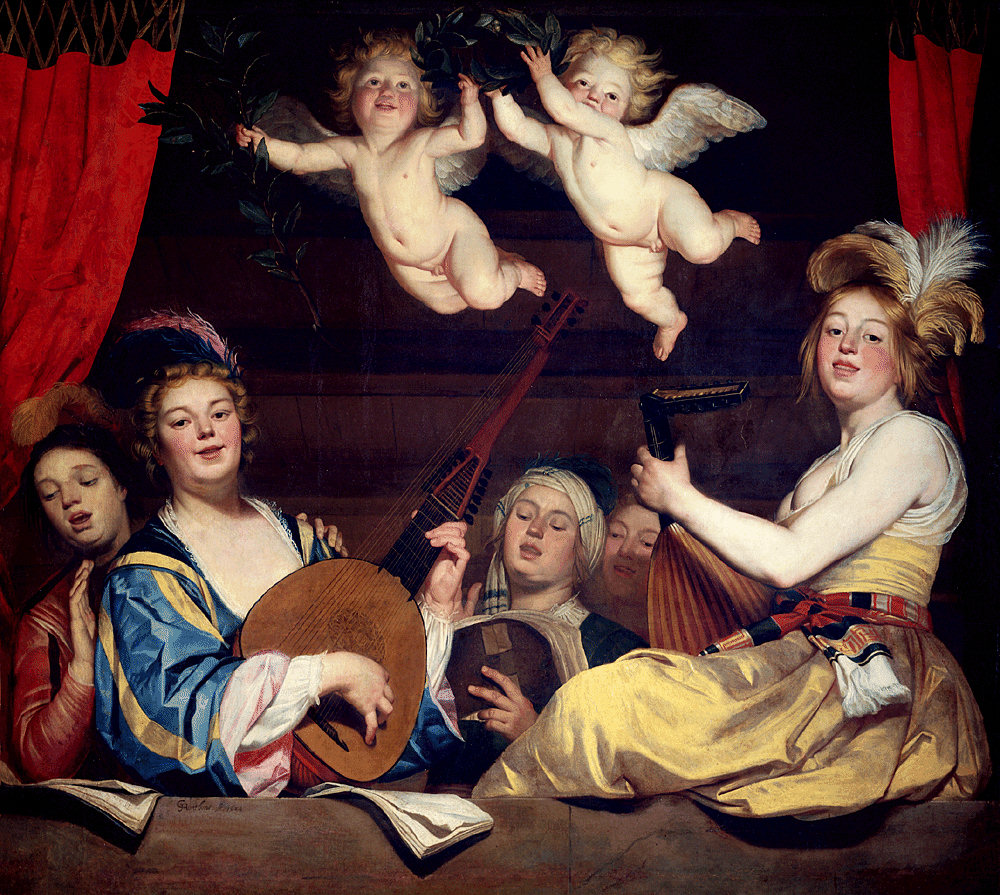
Concerto, Parigi, Museo del Louvre